# Quassolo
Quassolo (piemontiul: Coasseul d'Ivrèja) település Olaszországban, Lombardia régióban, Torino megyében. Lakosainak száma 330 fő (2023. január 1.). Quassolo Borgofranco d'Ivrea, Brosso, Tavagnasco és Settimo Vittone községekkel határos.

## Népesség
A település népességének változása:
| Lakosok száma | 348  | 347  | 330  |
|               | 2017 | 2018 | 2023 |